# Bunuri mobile din domeniul etnografie clasate în patrimoniul cultural național al României aflate în județul Sălaj
Acestă listă conține bunurile mobile din domeniul etnografie clasate în Patrimoniul cultural național al României aflate la momentul clasării în județul Sălaj.

## Tezaur
| Foto | Informații generale | Detalii tehnice | Descriere | Deținător                                 | Legături |
| ---- | ------------------- | --- | --- | ----------------------------------------- | -------- |
|      | Oală cu toartă      | Datare: 1/2 sec. XX Descoperit: jud. Sălaj, com. BENESAT, BENESAT Dimensiuni: Î: 21 cm Material: lut; angobă; pigmenți; modelat la roată; smălțuit; pictat cu pensula; ardere oxidantă                                              | Vas cu toartă în partea superioară, cu bază rotundă, joasă, cu corp sferic, gură rotundă, buză răsfrântă. Toartă simplă, curbă, cu două puncte de inserție în părți diametral opuse la gura vasului. Interior angobat și smălțuit. Decorul - pete de culoare pe toată suprafața vasului. Cromatică: verde, muștar, smalț alb-gălbui. | Muzeul Județean de Istorie și Artă, Zalău | Cimec    |
|      | Urcior              | Datare: 1/2 sec. XX Descoperit: jud. Sălaj, ZALĂU Dimensiuni: Î: 31 cm Material: lut; angobă; pigmenți; modelat la roată; pictat cu pensula; ardere oxidantă                                                                        | Vas cu corp ovoidal, cu gât profilat la nivelul torții laterale, cu gât îngust, buză răsfrântă și bilobată. Toarta este ornamentată cu mici linii paralele și este prevăzută cu un orificiu. Cromatică: maro, verde; decor: motive vegetale și geometrice. Nesmălțuit, doar o mică parte a buzei este smălțuită. | Muzeul Județean de Istorie și Artă, Zalău | Cimec    |
|      | Farfurie            | Datare: 1/2 sec. XX Descoperit: jud. Sălaj, com. SĂLĂȚIG, DEJA Dimensiuni: Î: 5 cm Material: lut; angobă; pigmenți; modelat la roată; smălțuit; pictat cu pensula; ardere oxidantă                                                  | Vas cu baza îngustă, joasă, corp scund, de formă plată, cu buza lată, rotundă, răsfrântă. Decorul este organizat pe un singur registru, respectiv pe marginea vasului, constând din motive vegetale (frunze), zimțate pe margini, obținute prin decuparea lutului. Cromatică: smalț maro, glazurat cu tentă verde. | Muzeul Județean de Istorie și Artă, Zalău | Cimec    |
|      | Urcior              | Datare: 1/2 sec. XX Descoperit: jud. Sălaj, ZALĂU Dimensiuni: Î: 22,5 cm Material: lut; angobă; pigmenți; modelat la roată; pictat cu pensula; ardere oxidantă                                                                      | Vas cu corp ovoidal, cu gât profilat la nivelul torții laterale, cu gât îngust, buză răsfrântă și bilobată. Toarta este ornamentată cu mici linii paralele și este prevăzută cu un orificiu. Cromatică: maro, verde; decor: motive florale și linii în zigzag, nesmălțuit. | Muzeul Județean de Istorie și Artă, Zalău | Cimec    |
|      | Blid                | Datare: 1/2 sec. XX Descoperit: jud. Sălaj, com. CRASNA, RATIN Dimensiuni: Î: 4 cm Material: lut; angobare; smalț; pigmenți naturali; modelat la roată; ardere oxidantă; pictat cu pensula; pictat cu cornul                        | Blid ceramic, smălțuit în interior, modelat la roată, prevăzut cu o toartă pentru prinderea pe perete. Decor: motiv vegetal pe lateral și un motiv avimorf și unul floral în centru. Cromatica: verde, albastru, maro, smalț crem. | Muzeul Județean de Istorie și Artă, Zalău | Cimec    |
|      | Blid                | Datare: 1/2 sec. XX Descoperit: jud. Sălaj, com. MESEȘENII DE JOS, MESEȘENII DE SUS Dimensiuni: Î: 4 cm Material: lut; angobare; smalț; pigmenți naturali; modelat la roată; ardere oxidantă; pictat cu pensula; pictat cu cornul   | Blid ceramic, smălțuit în interior, modelat la roată, prevăzut cu o toartă pentru prinderea pe perete. Decor: motiv vegetal pe margine și un motiv floral în centru. Cromatica: verde, albastru, maro, smalț crem. | Muzeul Județean de Istorie și Artă, Zalău | Cimec    |
|      | Blid                | Datare: 1/2 sec. XX Descoperit: jud. Sălaj, com. MESEȘENII DE JOS, MESEȘENII DE SUS Dimensiuni: Î: 4,5 cm Material: lut; angobare; smalț; pigmenți naturali; modelat la roată; ardere oxidantă; pictat cu pensula; pictat cu cornul | Blid ceramic, smălțuit în interior, modelat la roată, prevăzut cu o toartă pentru prinderea pe perete. Decor: motiv geometric pe margine și un motiv floral în centru. Cromatica: verde, albastru, maro, smalț alb-gălbui. | Muzeul Județean de Istorie și Artă, Zalău | Cimec    |
|      | Blid                | Datare: 1/2 sec. XX Descoperit: jud. Sălaj, com. VALCĂU DE JOS, PREOTEASA Dimensiuni: Î: 5,5 cm Material: lut; angobare; smalț; pigmenți naturali; modelat la roată; ardere oxidantă; pictat cu pensula; pictat cu cornul           | Blid ceramic din lut ars, smălțuit în interior, modelat la roată, prevăzut cu o toartă pentru prinderea pe perete. Decor: motive geometrice pe margine și motive florale în centru. Cromatica: verde, albastru, maro, smalț alb-gălbui. | Muzeul Județean de Istorie și Artă, Zalău | Cimec    |
|      | Blid                | Datare: 1/2 sec. XX Descoperit: jud. Sălaj, com. BĂNIȘOR, BAN Dimensiuni: Î: 4,5 cm Material: lut; angobare; smalț; pigmenți naturali; modelat la roată; ardere oxidantă; pictat cu pensula; pictat cu cornul                       | Blid ceramic din lut ars, smălțuit în interior, modelat la roată, prevăzut cu o toartă pentru prinderea pe perete. Decor: motive geometrice pe margine și motive florale în centru. Cromatica: verde, albastru, maro, smalț alb-gălbui. | Muzeul Județean de Istorie și Artă, Zalău | Cimec    |
|      | Blid                | Datare: 1/2 sec. XX Descoperit: jud. Sălaj, com. VALCĂU DE JOS, VALCĂU DE SUS Dimensiuni: Î: 4,5 cm Material: lut; angobare; smalț; pigmenți naturali; modelat la roată; ardere oxidantă; pictat cu pensula; pictat cu cornul       | Blid ceramic din lut ars, smălțuit în interior, modelat la roată, prevăzut cu o toartă pentru prinderea pe perete. Decor: motive geometrice pe margine și motive florale în centru. Cromatica: verde, albastru, maro, smalț crem. | Muzeul Județean de Istorie și Artă, Zalău | Cimec    |
|      | Blid                | Datare: 2/2 sec. XIX Descoperit: jud. Sălaj, com. BUCIUMI, BUCIUMI Dimensiuni: Î: 5 cm Material: lut; angobare; smalț; pigmenți naturali; modelat la roată; ardere oxidantă; pictat cu pensula; pictat cu cornul                    | Blid ceramic din lut ars, smălțuit în interior, modelat la roată, prevăzut cu o toartă pentru prinderea pe perete. Decor: motive geometrice pe margine și motiv avimorf și anul 1893 în centru. Cromatica: verde, albastru, maro, smalț crem. | Muzeul Județean de Istorie și Artă, Zalău | Cimec    |
|      | Blid                | Datare: 2/2 sec. XIX Descoperit: jud. Sălaj, com. BUCIUMI, BUCIUMI Dimensiuni: Î: 5 cm Material: lut; angobare; smalț; pigmenți naturali; modelat la roată; ardere oxidantă; pictat cu pensula; pictat cu cornul                    | Blid ceramic din lut ars, smălțuit în interior, modelat la roată, prevăzut cu o toartă pentru prinderea pe perete. Decor: motive geometrice pe margine și motiv avimorf și anul 1893 în centru. Cromatica: verde, albastru, maro, smalț alb-gălbui. | Muzeul Județean de Istorie și Artă, Zalău | Cimec    |
|      | Blid                | Datare: 2/2 sec. XIX Descoperit: jud. Sălaj, com. FILDU DE JOS, FILDU DE SUS Dimensiuni: Î: 4 cm Material: lut; angobare; smalț; pigmenți naturali; modelat la roată; ardere oxidantă; pictat cu pensula; pictat cu cornul          | Blid ceramic din lut ars, smălțuit în interior, modelat la roată, prevăzut cu o toartă pentru prinderea pe perete. Decor: motive vegetale pe margine și motiv avimorf și anul 1864 în centru. Cromatica: verde, albastru, maro, smalț alb-gălbui. | Muzeul Județean de Istorie și Artă, Zalău | Cimec    |
|      | Blid                | Datare: 1/2 sec. XX Descoperit: jud. Sălaj, com. VALCĂU DE JOS, VALCĂU DE SUS Dimensiuni: Î: 4 cm Material: lut; angobare; smalț; pigmenți naturali; modelat la roată; ardere oxidantă; pictat cu pensula; pictat cu cornul         | Blid ceramic din lut ars, smălțuit în interior, modelat la roată, prevăzut cu o toartă pentru prinderea pe perete. Decor: motive vegetale pe margine și motiv avimorf și unul floral în centru. Cromatica: verde, albastru, maro, smalț alb-gălbui. | Muzeul Județean de Istorie și Artă, Zalău | Cimec    |
|      | Blid                | Datare: 1/2 sec. XX Descoperit: jud. Sălaj, com. CREACA, BREBI Dimensiuni: Î: 4 cm Material: lut; angobare; smalț; pigmenți naturali; modelat la roată; ardere oxidantă; pictat cu pensula; pictat cu cornul                        | Blid ceramic din lut ars, smălțuit în interior, modelat la roată, prevăzut cu o toartă pentru prinderea pe perete. Decor: motive vegetale pe margine și un motiv floral în centru. Cromatica: verde, albastru, maro, smalț alb-gălbui. | Muzeul Județean de Istorie și Artă, Zalău | Cimec    |
|      | Blid                | Datare: 1/2 sec. XX Descoperit: jud. Sălaj, com. BUCIUMI, BUCIUMI Dimensiuni: Î: 4 cm Material: lut; angobare; smalț; pigmenți naturali; modelat la roată; ardere oxidantă; pictat cu pensula; pictat cu cornul                     | Blid ceramic din lut ars, ardere oxidantă, smălțuit și decorat în interior, modelat la roată, prevăzut cu o toartă pentru prinderea pe perete. Decor: motiv geometric pe margine și un motiv floral în centru și inscripția „Zilah 1905”. Cromatica: verde, albastru, maro, smalț crem. | Muzeul Județean de Istorie și Artă, Zalău | Cimec    |
|      | Blid                | Datare: 1/2 sec. XX Descoperit: jud. Sălaj, com. HOROATU CRASNEI, HOROATU CRASNEI Dimensiuni: Î: 4,5 cm Material: lut; angobare; smalț; pigmenți naturali; modelat la roată; ardere oxidantă; pictat cu pensula; pictat cu cornul   | Blid ceramic din lut ars, ardere oxidantă, smălțuit și decorat în interior, modelat la roată, prevăzut cu o toartă pentru prinderea pe perete. Decor: motiv geometric pe margine și un motiv floral în centru. Cromatica: verde, albastru, maro, smalț crem. | Muzeul Județean de Istorie și Artă, Zalău | Cimec    |
|      | Blid                | Datare: 1/2 sec. XX Descoperit: jud. Sălaj, com. HOROATU CRASNEI, HOROATU CRASNEI Dimensiuni: Î: 4,5 cm Material: lut; angobare; smalț; pigmenți naturali; modelat la roată; ardere oxidantă; pictat cu pensula; pictat cu cornul   | Blid ceramic din lut ars, ardere oxidantă, smălțuit și decorat în interior, modelat la roată, prevăzut cu o toartă pentru prinderea pe perete. Decor: motiv geometric pe margine și un motiv floral în centru. Cromatica: verde, albastru, maro, smalț crem. | Muzeul Județean de Istorie și Artă, Zalău | Cimec    |
|      | Blid                | Datare: 1/2 sec. XX Descoperit: jud. Sălaj, com. BĂNIȘOR, BAN Dimensiuni: Î: 4,5 cm Material: lut; angobare; smalț; pigmenți naturali; modelat la roată; ardere oxidantă; pictat cu pensula; pictat cu cornul                       | Blid ceramic din lut ars, ardere oxidantă, smălțuit și decorat în interior, modelat la roată, prevăzut cu o toartă pentru prinderea pe perete. Decor: motiv geometric pe margine și un motiv floral în centru. Cromatica: verde, albastru, maro, smalț crem. | Muzeul Județean de Istorie și Artă, Zalău | Cimec    |
|      | Blid                | Datare: 1/2 sec. XX Descoperit: jud. Sălaj, com. BĂNIȘOR, BAN Dimensiuni: Î: 4,5 cm Material: lut; angobare; smalț; pigmenți naturali; modelat la roată; ardere oxidantă; pictat cu pensula; pictat cu cornul                       | Blid ceramic din lut ars, ardere oxidantă, smălțuit și decorat în interior, modelat la roată, prevăzut cu o toartă pentru prinderea pe perete. Decor: motiv geometric pe margine, iar în centru un motiv floral și unul avimorf. Cromatica: verde, albastru, maro, smalț crem. | Muzeul Județean de Istorie și Artă, Zalău | Cimec    |
|      | Blid                | Datare: 1/2 sec. XX Descoperit: jud. Sălaj, com. BĂNIȘOR, BAN Dimensiuni: Î: 4,5 cm Material: lut; angobare; smalț; pigmenți naturali; modelat la roată; ardere oxidantă; pictat cu pensula; pictat cu cornul                       | Blid ceramic din lut ars, ardere oxidantă, smălțuit și decorat în interior, modelat la roată, prevăzut cu o toartă pentru prinderea pe perete. Decor: motiv geometric pe margine și în centru un motiv floral. Cromatica: verde, albastru, maro, smalț crem. | Muzeul Județean de Istorie și Artă, Zalău | Cimec    |
|      | Blid                | Datare: 1/2 sec. XX Descoperit: jud. Cluj, HUEDIN Dimensiuni: Î: 5 cm Material: lut; angobare; smalț; pigmenți naturali; modelat la roată; ardere oxidantă; pictat cu pensula; pictat cu cornul                                     | | Muzeul Județean de Istorie și Artă, Zalău | Cimec    |
|      | Blid                | Datare: 1/2 sec. XX Descoperit: jud. Cluj, HUEDIN Dimensiuni: Î: 4,5 cm Material: lut; angobare; smalț; pigmenți naturali; modelat la roată; ardere oxidantă; pictat cu pensula; pictat cu cornul                                   | Blid ceramic din lut ars, ardere oxidantă, smălțuit și decorat în interior, modelat la roată, prevăzut cu o toartă pentru prinderea pe perete. Decor: motiv geometric pe margine și în centru un motiv floral. Cromatica: verde, albastru, maro, smalț crem. | Muzeul Județean de Istorie și Artă, Zalău | Cimec    |
|      | Blid                | Datare: 1/2 sec. XX Descoperit: jud. Cluj, HUEDIN Dimensiuni: Î: 5,5 cm Material: lut; angobare; smalț; pigmenți naturali; modelat la roată; ardere oxidantă; pictat cu pensula; pictat cu cornul                                   | Blid ceramic din lut ars, ardere oxidantă, smălțuit și decorat în interior, modelat la roată, prevăzut cu o toartă pentru prinderea pe perete. Decor: motiv geometric pe margine și în centru un motiv floral. Cromatica: verde, albastru, maro, smalț crem. | Muzeul Județean de Istorie și Artă, Zalău | Cimec    |
|      | Blid                | Datare: 1/2 sec. XX Descoperit: jud. Sălaj, com. MESEȘENI, MESEȘENI Dimensiuni: Î: 4,5 cm Material: lut; angobare; smalț; pigmenți naturali; modelat la roată; ardere oxidantă; pictat cu pensula; pictat cu cornul                 | Blid ceramic din lut ars, ardere oxidantă, smălțuit și decorat în interior, modelat la roată, prevăzut cu o toartă pentru prinderea pe perete. Decor: motiv geometric pe margine și în centru. Cromatica: verde, albastru, maro, smalț crem. | Muzeul Județean de Istorie și Artă, Zalău | Cimec    |
|      | Blid                | Datare: 1/2 sec. XX Descoperit: jud. Sălaj, com. MESEȘENII DE JOS, MESEȘENII DE SUS Dimensiuni: Î: 4,5 cm Material: lut; angobare; smalț; pigmenți naturali; modelat la roată; ardere oxidantă; pictat cu pensula; pictat cu cornul | Blid ceramic din lut ars, ardere oxidantă, smălțuit și decorat în interior, modelat la roată, prevăzut cu o toartă pentru prinderea pe perete. Decor: motiv geometric pe margine și în centru motiv floral. Cromatica: verde, albastru, maro, smalț crem. | Muzeul Județean de Istorie și Artă, Zalău | Cimec    |
|      | Blid                | Datare: 1/2 sec. XX Descoperit: jud. Sălaj, com. CREACA, BREBI Dimensiuni: Î: 4 cm Material: lut; angobare; smalț; pigmenți naturali; modelat la roată; ardere oxidantă; pictat cu pensula; pictat cu cornul                        | Blid ceramic din lut ars, ardere oxidantă, smălțuit și decorat în interior, modelat la roată, prevăzut cu o toartă pentru prinderea pe perete. Decor: motive vegetale pe margine și un motiv floral în centru. Cromatica: verde, albastru, maro, smalț crem. | Muzeul Județean de Istorie și Artă, Zalău | Cimec    |
|      | Blid                | Datare: 1/2 sec. XX Descoperit: jud. Sălaj, com. BENESAT, BENESAT Dimensiuni: Î: 5,5 cm Material: lut; angobare; smalț; pigmenți naturali; modelat la roată; ardere oxidantă; pictat cu pensula; pictat cu cornul                   | Blid ceramic din lut ars, ardere oxidantă, smălțuit și decorat în interior, modelat la roată, prevăzut cu o toartă pentru prinderea pe perete. Decor: motiv geometric pe margine și un motiv floral în centru. Cromatica: verde, albastru, maro, smalț crem. | Muzeul Județean de Istorie și Artă, Zalău | Cimec    |
|      | Blid                | Datare: 1/2 sec. XX Descoperit: jud. Sălaj, com. CRASNA, RATIN Dimensiuni: Î: 4 cm Material: lut; angobare; smalț; pigmenți naturali; modelat la roată; ardere oxidantă; pictat cu pensula; pictat cu cornul                        | Blid ceramic din lut ars, ardere oxidantă, smălțuit și decorat în interior, modelat la roată, prevăzut cu o toartă pentru prinderea pe perete. Decor: motiv geometric pe lateral și un motiv floral în centru. Cromatica: verde, albastru, maro, smalț crem. | Muzeul Județean de Istorie și Artă, Zalău | Cimec    |
|      | Blid                | Datare: 1/2 sec. XX Descoperit: jud. Cluj, HUEDIN Dimensiuni: Î: 8,2 cm Material: lut; angobare; smalț; pigmenți naturali; modelat la roată; ardere oxidantă; pictat cu pensula; pictat cu cornul                                   | Blid ceramic mare din lut ars, ardere oxidantă, smălțuit și decorat în interior, modelat la roată, prevăzut cu o toartă pentru prinderea pe perete. Decor: motiv geometric pe margine, iar în centru motiv floral și avimorf. Cromatica: verde, albastru, maro, smalț crem. | Muzeul Județean de Istorie și Artă, Zalău | Cimec    |
|      | Blid                | Datare: 1/2 sec. XX Descoperit: jud. Cluj, HUEDIN Dimensiuni: Î: 6,5 cm Material: lut; angobare; smalț; pigmenți naturali; modelat la roată; ardere oxidantă; pictat cu pensula; pictat cu cornul                                   | Blid ceramic mare din lut ars, ardere oxidantă, smălțuit și decorat în interior, modelat la roată, prevăzut cu o toartă pentru prinderea pe perete. Decor: motiv geometric pe margine, iar în centru motiv floral. Cromatica: albastru, maro, verde, smalț crem. | Muzeul Județean de Istorie și Artă, Zalău | Cimec    |
|      | Blid                | Datare: 1/2 sec. XX Descoperit: jud. Sălaj, com. BUCIUMI, BUCIUMI Dimensiuni: Î: 6,5 cm Material: lut; angobare; smalț; pigmenți naturali; modelat la roată; ardere oxidantă; pictat cu pensula; pictat cu cornul                   | Blid ceramic mare din lut ars, ardere oxidantă, smălțuit și decorat în interior, modelat la roată, prevăzut cu o toartă pentru prinderea pe perete. Decor: motiv geometric pe margine și în centru. Cromatica: albastru, maro, verde, smalț crem. | Muzeul Județean de Istorie și Artă, Zalău | Cimec    |
|      | Blid                | Datare: 1/2 sec. XX Descoperit: jud. Sălaj, com. MESEȘENII DE JOS, MESEȘENII DE SUS Dimensiuni: Î: 6,5 cm Material: lut; angobare; smalț; pigmenți naturali; modelat la roată; ardere oxidantă; pictat cu pensula; pictat cu cornul | Blid ceramic mare din lut ars, ardere oxidantă, smălțuit și decorat în interior, modelat la roată, prevăzut cu o toartă pentru prinderea pe perete. Decor: motiv geometric pe margine și în centru motiv floral. Cromatica: albastru, maro, verde, smalț crem. | Muzeul Județean de Istorie și Artă, Zalău | Cimec    |
|      | Blid                | Datare: 1/2 sec. XX Descoperit: jud. Sălaj, com. SĂLĂȚIG, DEJA Dimensiuni: Î: 5 cm Material: lut; angobare; smalț; pigmenți naturali; modelat la roată; ardere oxidantă; pictat cu pensula; pictat cu cornul                        | Blid ceramic din lut ars, ardere oxidantă, smălțuit și decorat în interior, modelat la roată, prevăzut cu o toartă pentru prinderea pe perete. Decor: motiv floral în centru și anul 1918, iar pe lateral inscripția „Petkeș Zozsef Elijen 1918”. Cromatica: maro, smalț crem. | Muzeul Județean de Istorie și Artă, Zalău | Cimec    |
|      | Blid                | Datare: 1/2 sec. XX Descoperit: jud. Sălaj, com. BENESAT, BENESAT Dimensiuni: Î: 5 cm Material: lut; angobare; smalț; pigmenți naturali; modelat la roată; ardere oxidantă; pictat cu pensula; pictat cu cornul                     | Blid ceramic din lut ars, ardere oxidantă, smălțuit și decorat în interior, modelat la roată, prevăzut cu o toartă pentru prinderea pe perete. Decor: motiv geometric în centru și pe lateral (o linie șerpuită și puncte formând un triunghi) și anul 1922. Cromatica: albastru, verde, smalț crem. | Muzeul Județean de Istorie și Artă, Zalău | Cimec    |
|      | Oală de lut         | Descoperit: jud. CLUJ, HUEDIN Dimensiuni: Î: 22 cm Material: lut; angobă; pigmenți; smalț; modelat la roată; smălțuit; pictat cu cornul; pictat cu pensula; ardere oxidantă                                                         | Vas cu corp piriform, ușor pântecos, gură rotundă, răsfrăntă, buză relativ lată. Toartă simplă, curbă, cu punctele de inserție la gât și la partea centrală a corpului. Interior angobat și smălțuit. Decorul este organizat pe două registre orizontale, care conțin motive geometrice. Registrele sunt delimitate și încadrate între linii și dungi paralele de formă circulară. Toarta vasului este decorată cu mici linii paralele. Cromatica vasului: motivele sunt executate cu albastru, verde, galben și maro pe fond alb.                        | Muzeul Județean de Istorie și Artă, Zalău | Cimec    |
|      | Oală de lut         | Descoperit: jud. CLUJ, HUEDIN Dimensiuni: Î: 20 cm Material: lut; angobă; pigmenți; smalț; modelat la roată; smălțuit; pictat cu cornul; pictat cu pensula; ardere oxidantă                                                         | Vas cu corp piriform, ușor pântecos, gură rotundă, răsfrăntă, buză lată. Toartă simplă, curbă, cu punctele de inserție la gât și la partea centrală a corpului. Interior angobat și smălțuit. Decorul este organizat pe două registre orizontale, care conțin motive geometrice și fitomorfe. Registrele sunt delimitate și încadrate între linii și dungi paralele de formă circulară. Toarta vasului este decorată cu mici linii paralele. Cromatica vasului: motivele sunt executate cu albastru, verde și maro pe fond alb.                           | Muzeul Județean de Istorie și Artă, Zalău | Cimec    |
|      | Oală de lut         | Descoperit: jud. CLUJ, HUEDIN Dimensiuni: Î: 19,5 cm Material: lut; angobă; pigmenți; smalț; modelat la roată; smălțuit; pictat cu cornul; pictat cu pensula; ardere oxidantă                                                       | Vas cu corp piriform, ușor pântecos, gură rotundă, răsfrăntă, buză relativ lată. Toartă simplă, curbă, cu punctele de inserție la gât și la partea centrală a corpului. Interior angobat și smălțuit. Decorul este organizat pe un singur registru orizontal, care conține un motiv geometric. Registrul este delimitat și încadrat între dungi și linii paralele de formă circulară. Toarta vasului este decorată cu mici linii paralele. Cromatica vasului: motivele sunt executate cu albastru cobalt, verde, maro deschis și maro închis pe fond alb. | Muzeul Județean de Istorie și Artă, Zalău | Cimec    |
|      | Oală de lut         | Descoperit: jud. CLUJ, HUEDIN Dimensiuni: Î: 15 cm Material: lut; angobă; pigmenți; smalț; modelat la roată; smălțuit; pictat cu cornul; pictat cu pensula; ardere oxidantă                                                         | Vas cu corp sferic, gură rotundă, răsfrăntă, buză lată. Toartă simplă, curbă, cu punctele de inserție la gât și la partea centrală a corpului. Interior angobat și smălțuit. Decorul este organizat pe un singur registru orizontal, care conține un motiv geometric și un motiv fitomorf. Registrul este delimitat și încadrat între dungi și linii paralele de formă circulară. Toarta vasului este decorată cu mici linii paralele. Cromatica vasului: motivele sunt executate cu albastru cobalt, verde și maro pe fond alb.                          | Muzeul Județean de Istorie și Artă, Zalău | Cimec    |
|      | Oală de lut         | Descoperit: jud. CLUJ, HUEDIN Dimensiuni: Î: 12 cm Material: lut; angobă; pigmenți; smalț; modelat la roată; smălțuit; pictat cu cornul; pictat cu pensula; ardere oxidantă                                                         | Vas cu corp sferic, gură rotundă, răsfrăntă, buză relativ lată. Toartă simplă, curbă, cu punctele de inserție la gât și la partea centrală a corpului. Interior angobat și smălțuit. Decorul este organizat pe un singur registru orizontal, care conține motive geometrice. Registrul este delimitat și încadrat între dungi și linii paralele de formă circulară. Toarta vasului este decorată cu mici linii paralele. Cromatica vasului: motivele sunt executate cu albastru cobalt, verde și maro pe fond alb.                                        | Muzeul Județean de Istorie și Artă, Zalău | Cimec    |
|      | Oală de lut         | Descoperit: jud. CLUJ, HUEDIN Dimensiuni: Î: 13,5 cm Material: lut; angobă; pigmenți; smalț; modelat la roată; smălțuit; pictat cu cornul; pictat cu pensula; ardere oxidantă                                                       | Vas cu corp sferic, gură rotundă, răsfrăntă, buză relativ lată. Toartă simplă, curbă, cu punctele de inserție la gât și la partea centrală a corpului. Interior angobat și smălțuit. Decorul este organizat pe un singur registru orizontal, care conține un motiv fitomorf. Registrul este delimitat și încadrat între dungi și linii paralele de formă circulară. Toarta vasului este decorată cu mici linii paralele. Cromatica vasului: motivele sunt executate cu albastru, verde și maro pe fond alb.                                               | Muzeul Județean de Istorie și Artă, Zalău | Cimec    |
|      | Oală de lut         | Descoperit: jud. CLUJ, HUEDIN Dimensiuni: Î: 15,5 cm Material: lut; angobă; pigmenți; smalț; modelat la roată; smălțuit; pictat cu cornul; pictat cu pensula; ardere oxidantă                                                       | Vas cu corp sferic, gură rotundă, răsfrăntă, buză relativ lată. Toartă simplă, curbă, cu punctele de inserție la gât și la partea centrală a corpului. Interior angobat și smălțuit. Decorul este organizat pe un singur registru orizontal, care conține un motiv fitomorf. Registrul este delimitat și încadrat între linii și dungi paralele de formă circulară. Toarta vasului este decorată cu mici linii paralele. Cromatica vasului: motivele sunt executate cu albastru, verde și maro pe fond alb.                                               | Muzeul Județean de Istorie și Artă, Zalău | Cimec    |
|      | Oală de lut         | Descoperit: jud. CLUJ, HUEDIN Dimensiuni: Î: 16,3 cm Material: lut; angobă; pigmenți; smalț; modelat la roată; smălțuit; pictat cu cornul; pictat cu pensula; ardere oxidantă                                                       | Vas cu corp sferic, gură rotundă, răsfrăntă, buză relativ lată. Toartă simplă, curbă, cu punctele de inserție la gât și la partea centrală a corpului. Interior angobat și smălțuit. Decorul este organizat pe două registre orizontale, care conțin motive florale. Registrele sunt delimitate și încadrate între linii și dungi paralele de formă circulară. Toarta vasului este decorată cu mici linii paralele. Cromatica vasului: motivele sunt executate cu albastru cobalt și pe fond alb.                                                         | Muzeul Județean de Istorie și Artă, Zalău | Cimec    |
|      | Oală de lut         | Descoperit: jud. CLUJ, HUEDIN Dimensiuni: Î: 19,5 cm Material: lut; angobă; pigmenți; smalț; modelat la roată; smălțuit; pictat cu cornul; pictat cu pensula; ardere oxidantă                                                       | Vas cu corp sferic, gură rotundă, răsfrăntă, buză relativ lată. Toartă simplă, curbă, cu punctele de inserție la gât și la partea centrală a corpului. Interior angobat și smălțuit. Decorul este organizat pe două registre orizontale, care conțin motive florale și fitomorfe. Registrele sunt delimitate și încadrate între linii și dungi paralele de formă circulară. Toarta vasului este decorată cu mici linii paralele. Cromatica vasului: motivele sunt executate cu albastru, verde și maro pe fond alb.                                       | Muzeul Județean de Istorie și Artă, Zalău | Cimec    |
|      | Oală de lut         | Descoperit: jud. CLUJ, HUEDIN Dimensiuni: Î: 20,5 cm Material: lut; angobă; pigmenți; smalț; modelat la roată; smălțuit; pictat cu cornul; pictat cu pensula; ardere oxidantă                                                       | Vas cu corp sferic, gură rotundă, răsfrăntă, buză relativ lată. Toartă simplă, curbă, cu punctele de inserție la gât și la partea centrală a corpului. Interior angobat și smălțuit. Decorul este organizat pe două registre orizontale, care conțin motive fitomorfe. Registrele sunt delimitate și încadrate între linii și dungi paralele de formă circulară. Toarta vasului este decorată cu mici linii paralele. Cromatica vasului: motivele sunt executate cu verde și maro pe fond alb.                                                            | Muzeul Județean de Istorie și Artă, Zalău | Cimec    |
|      | Oală de lut         | Descoperit: jud. SĂLAJ, com. ALMAȘ, ALMAȘ Dimensiuni: Î: 20,5 cm Material: lut; angobă; pigmenți; smalț; modelat la roată; smălțuit; pictat cu cornul; pictat cu pensula; ardere oxidantă                                           | Vas cu corp sferic, gură rotundă, răsfrăntă, buză relativ lată. Toartă simplă, curbă, cu punctele de inserție la gât și la partea centrală a corpului. Interior angobat și smălțuit. Decorul este organizat pe două registre orizontale, care conțin motive fitomorfe. Registrele sunt delimitate și încadrate între linii și dungi paralele de formă circulară. Toarta vasului este decorată cu mici linii paralele. Cromatica vasului: motivele sunt executate cu albastru, verde și maro pe fond alb.                                                  | Muzeul Județean de Istorie și Artă, Zalău | Cimec    |
|      | Oală de lut         | Descoperit: jud. SĂLAJ, com. ALMAȘ, ALMAȘ Dimensiuni: Î: 19,5 cm Material: lut; angobă; pigmenți; smalț; modelat la roată; smălțuit; pictat cu cornul; pictat cu pensula; ardere oxidantă                                           | Vas cu corp sferic, gură rotundă, răsfrăntă, buză relativ lată. Toartă simplă, curbă, cu punctele de inserție la gât și la partea centrală a corpului. Interior angobat și smălțuit. Decorul este organizat pe două registre orizontale, care conțin motive geometrice. Registrul este delimitat și încadrat între linii și dungi paralele de formă circulară. Toarta vasului este decorată cu mici linii paralele. Cromatica vasului: motivele sunt executate cu albastru, verde și maro pe fond alb.                                                    | Muzeul Județean de Istorie și Artă, Zalău | Cimec    |
|      | Oală de lut         | Descoperit: jud. SĂLAJ, com. ALMAȘ, ALMAȘ Dimensiuni: Î: 22,5 cm Material: lut; angobă; pigmenți; smalț; modelat la roată; smălțuit; pictat cu cornul; pictat cu pensula; ardere oxidantă                                           | Vas cu corp sferic, gură rotundă, răsfrăntă, buză relativ lată. Toartă simplă, curbă, cu punctele de inserție la gât și la partea centrală a corpului. Interior angobat și smălțuit. Decorul este organizat pe două registre orizontale, care conțin motive florale și fitomorfe. Registrele sunt delimitate și încadrate între linii și dungi paralele de formă circulară. Toarta vasului este decorată cu mici linii paralele. Cromatica vasului: motivele sunt executate cu albastru, verde și maro pe fond alb.                                       | Muzeul Județean de Istorie și Artă, Zalău | Cimec    |
|      | Oală de lut         | Descoperit: jud. CLUJ, HUEDIN Dimensiuni: Î: 17,7 cm Material: lut; angobă; pigmenți; smalț; modelat la roată; smălțuit; pictat cu cornul; pictat cu pensula; ardere oxidantă                                                       | Vas cu corp sferic, gură rotundă, răsfrăntă, buză relativ lată. Toartă simplă, curbă, cu punctele de inserție la gât și la partea centrală a corpului. Interior angobat și smălțuit. Decorul este organizat pe un singur registru orizontal, care conține motivul tabla de șah. Registrul este delimitat și încadrat între dungi și linii paralele de formă circulară. Toarta vasului este decorată cu mici linii paralele. Cromatica vasului: motivele sunt executate cu albastru, verde, maro deschis și maro închis pe fond alb.                       | Muzeul Județean de Istorie și Artă, Zalău | Cimec    |
|      | Oală de lut         | Descoperit: jud. CLUJ, HUEDIN Dimensiuni: Î: 20 cm Material: lut; angobă; pigmenți; smalț; modelat la roată; smălțuit; pictat cu cornul; pictat cu pensula; ardere oxidantă                                                         | Vas cu corp sferic, gură rotundă, răsfrăntă, buză relativ lată. Toartă simplă, curbă, cu punctele de inserție la gât și la partea centrală a corpului. Interior angobat și smălțuit. Decorul este organizat pe un singur registru orizontal, care conține motive geometrice și motive fitomorfe. Registrul este delimitat și încadrat între dungi și linii paralele de formă circulară. Toarta vasului este decorată cu mici linii paralele. Cromatica vasului: motivele sunt executate cu albastru, verde, maro deschis și maro închis pe fond alb.      | Muzeul Județean de Istorie și Artă, Zalău | Cimec    |
|      | Oală de lut         | Descoperit: jud. CLUJ, HUEDIN Dimensiuni: Î: 19 cm Material: lut; angobă; pigmenți; smalț; modelat la roată; smălțuit; pictat cu cornul; pictat cu pensula; ardere oxidantă                                                         | Vas cu corp sferic, gură rotundă, răsfrăntă, buză relativ lată. Toartă simplă, curbă, cu punctele de inserție la gât și la partea centrală a corpului. Interior angobat și smălțuit. Decorul este organizat pe un singur registru orizontal, care conține motive geometrice. Registrul este delimitat și încadrat între dungi și linii paralele de formă circulară. Toarta vasului este decorată cu mici linii paralele. Cromatica vasului: motivele sunt executate cu verde și maro, pe fond alb.                                                        | Muzeul Județean de Istorie și Artă, Zalău | Cimec    |
|      | Oală de lut         | Descoperit: jud. CLUJ, HUEDIN Dimensiuni: Î: 19,5 cm Material: lut; angobă; pigmenți; smalț; modelat la roată; smălțuit; pictat cu cornul; pictat cu pensula; ardere oxidantă                                                       | Vas cu corp sferic, gură rotundă, răsfrăntă, buză relativ lată. Toartă simplă, curbă, cu punctele de inserție la gât și la partea centrală a corpului. Interior angobat și smălțuit. Decorul este organizat pe două registre orizontale, care conțin motive geometrice. Registrele sunt delimitate și încadrate între linii paralele de formă circulară. Toarta vasului este decorată cu mici linii paralele. Cromatica vasului: motivele sunt executate cu albastru pe fond alb.                                                                         | Muzeul Județean de Istorie și Artă, Zalău | Cimec    |
|      | Oală de lut         | Descoperit: jud. SĂLAJ, com. ALMAȘ, ALMAȘ Dimensiuni: Î: 18,5 cm Material: lut; angobă; pigmenți; smalț; modelat la roată; smălțuit; pictat cu cornul; pictat cu pensula; ardere oxidantă                                           | Vas cu corp sferic, gură rotundă, răsfrăntă, buză relativ lată. Toartă simplă, curbă, cu punctele de inserție la gât și la partea centrală a corpului. Interior angobat și smălțuit. Decorul este organizat pe un singur registru orizontal, care conține motive florale. Registrul este delimitat și încadrat între dungi și linii paralele de formă circulară. Toarta vasului este decorată cu mici linii paralele. Cromatica vasului: motivele sunt executate cu albastru, verde, maro deschis și maro închis pe fond alb.                             | Muzeul Județean de Istorie și Artă, Zalău | Cimec    |

## Fond
| Foto | Informații generale | Detalii tehnice | Descriere | Deținător                                 | Legături |
| ---- | ------------------- | --- | --- | ----------------------------------------- | -------- |
|      | Oală cu toartă      | Datare: 1/2 sec. XX Descoperit: jud. Sălaj, com. SÂNMIHAIU ALMAȘULUI, SÂNMIHAIU ALMAȘULUI Dimensiuni: Î: 30 cm Material: lut; angobă; pigmenți; modelat la roată; smălțuit; pictat cu pensula; pictat cu cornul; ardere oxidantă | Vas cu toartă în partea superioară, cu bază rotundă, joasă, cu corp pântecos, gură rotundă, buză răsfrântă. Toartă simplă, curbă, cu două puncte de inserție în părți diametral opuse la gura vasului. Interior angobat și smălțuit. Decorul - motive florale plasate în două câmpuri dispuse simetric pe suprafața vasului. Cromatică: verde, albastru, maro, smalț alb-gălbui și maro. | Muzeul Județean de Istorie și Artă, Zalău | Cimec    |
|      | Ulcea               | Datare: 1/2 sec. XX Descoperit: jud. Sălaj, com. BĂLAN, BĂLAN Dimensiuni: Î: 20,7 cm Material: lut; angobă; pigmenți; modelat la roată; smălțuit; pictat cu pensula; ardere oxidantă                                             | Vas cu corp piriform, ușor pântecos, gură rotundă, buză lată. Toartă simplă, curbă, cu punctele de inserție la gât și la partea centrală a corpului, ornamentată cu linii verticale. Interior angobat și smălțuit. Decorul - benzi subțiri longitudinale. Cromatică: alb, smalț maro. | Muzeul Județean de Istorie și Artă, Zalău | Cimec    |
|      | Ulcea de lapte      | Datare: 1/2 sec. XX Descoperit: jud. Sălaj, com. BĂLAN, BĂLAN Dimensiuni: Î: 22,7 cm Material: lut; angobă; pigmenți; modelat la roată; smălțuit; pictat cu pensula; pictat cu cornul; ardere oxidantă                           | Vas cu corp piriform, ușor pântecos, gură rotundă, răsfrântă, buză lată. Toartă simplă, curbă, cu punctele de inserție la gât și la partea centrală a corpului. Toartă ornamentată cu mici linii paralele. Interior angobat și smălțuit. Decorul - motive florale încadrate între două linii circulare, în partea de jos și una șerpuită în partea de sus. Cromatică: maro, alb, smalț verde. | Muzeul Județean de Istorie și Artă, Zalău | Cimec    |
|      | Oală cu toartă      | Datare: 1/2 sec. XX Descoperit: jud. Cluj, HUEDIN Dimensiuni: Î: 23,5 cm Material: lut; angobă; pigmenți; modelat la roată; smălțuit; pictat cu pensula; pictat cu cornul; ardere oxidantă                                       | Vas cu toartă în partea superioară, cu bază rotundă, joasă, cu corp pântecos, gură rotundă, buză răsfrântă. Toartă simplă, curbă, cu două puncte de inserție în părți diametral opuse la gura vasului. Interior angobat și smălțuit. Decorul - motive fitomorfe încadrate de linii paralele circulare. Cromatică: verde, alb, smalț maro. | Muzeul Județean de Istorie și Artă, Zalău | Cimec    |
|      | Ulcea de lapte      | Datare: 1/2 sec. XX Descoperit: jud. Sălaj, com. MIRȘID, MOIGRAD-POROLISSUM Dimensiuni: Î: 19,5 cm Material: lut; angobă; pigmenți; modelat la roată; smălțuit; pictat cu pensula; ardere oxidantă                               | Vas cu corp piriform, ușor pântecos, gură rotundă, răsfrântă, buză lată. Toartă simplă, curbă, cu punctele de inserție la gât și la partea centrală a corpului. Interior angobat și smălțuit. Decorul - motiv fitomorf în jurul gâtului. Cromatică: alb-gălbui, smalț verde. | Muzeul Județean de Istorie și Artă, Zalău | Cimec    |
|      | Oală cu toartă      | Datare: 1/2 sec. XX Descoperit: jud. Sălaj, ZALĂU Dimensiuni: Î: 27 cm Material: lut; angobă; pigmenți; modelat la roată; smălțuit; pictat cu pensula; pictat cu cornul; ardere oxidantă                                         | Vas cu toartă în partea superioară, cu bază rotundă, joasă, cu corp pântecos, gură rotundă, buză răsfrântă. Toartă simplă, curbă, cu două puncte de inserție în părți diametral opuse la gura vasului. Interior angobat și smălțuit. Decorul - motiv floral. Cromatică: verde, albastru, maro, smalț alb-gălbui și maro. | Muzeul Județean de Istorie și Artă, Zalău | Cimec    |
|      | Oală cu toartă      | Datare: 1/2 sec. XX Descoperit: jud. Sălaj, ZALĂU Dimensiuni: Î: 26,5 cm Material: lut; angobă; pigmenți; modelat la roată; smălțuit; pictat cu pensula; pictat cu cornul; ardere oxidantă                                       | Vas cu toartă în partea superioară, cu bază rotundă, joasă, cu corp pântecos, gură rotundă, buză răsfrântă. Toartă simplă, curbă, cu două puncte de inserție în părți diametral opuse la gura vasului. Interior angobat și smălțuit. Decorul - motiv floral (lăcrămioare și frunze) plasate în două câmpuri dispuse simetric pe suprafața vasului și o linie șerpuită ce înconjoară vasul la gât. Cromatică: verde, albastru, maro, smalț alb-gălbui.                                                           | Muzeul Județean de Istorie și Artă, Zalău | Cimec    |
|      | Ulcea               | Datare: 1/2 sec. XX Descoperit: jud. Sălaj, ZALĂU Dimensiuni: Î: 20 cm Material: lut; angobă; pigmenți; modelat la roată; smălțuit; pictat cu pensula; pictat cu cornul; ardere oxidantă                                         | Vas cu corp piriform, ușor pântecos, gură rotundă, răsfrântă, buză lată. Toartă simplă, curbă, cu punctele de inserție la gât și la partea centrală a corpului. Interior angobat și smălțuit. Decorul - motive florale pe toată suprafața, iar la gât o linie șerpuită. Cromatică: verde, maro, smalț alb-gălbui. | Muzeul Județean de Istorie și Artă, Zalău | Cimec    |
|      | Vază                | Datare: 1/2 sec. XX Descoperit: jud. Sălaj, ZALĂU Dimensiuni: Î: 10,5 cm Material: lut; angobă; pigmenți; modelat la roată; smălțuit; pictat cu pensula; ardere oxidantă                                                         | Vas cu corp tronconic, evazat spre bază, smălțuit în interior și exterior, prevăzut cu două torți pe părțile laterale. Decorul - motiv floral. Cromatică: albastru, verde, smalț alb-gălbui. | Muzeul Județean de Istorie și Artă, Zalău | Cimec    |
|      | Ulcea               | Datare: 1/2 sec. XX Descoperit: jud. Sălaj, ZALĂU Dimensiuni: Î: 18 cm Material: lut; angobă; pigmenți; modelat la roată; smălțuit; pictat cu pensula; pictat cu cornul; ardere oxidantă                                         | Vas cu corp piriform, ușor pântecos, gură rotundă, răsfrântă, buză lată. Toartă simplă, curbă, cu punctele de inserție la gât și la partea centrală a corpului. Interior angobat și smălțuit. Decorul - motive florale pe toată suprafața. Cromatică: alb, verde, smalț albastru. | Muzeul Județean de Istorie și Artă, Zalău | Cimec    |
|      | Ol                  | Datare: 1/2 sec. XX Descoperit: jud. Sălaj, com. SÂG, SÂRBI Dimensiuni: Î: 30 cm Material: lut; angobă; pigmenți; modelat la roată; pictat cu pensula; ardere oxidantă                                                           | Vas cu corp ovoidal, cu gât profilat la nivelul torții laterale, gură rotundă. Este ornamentat pe partea superioară cu motive florale, iar pe gât cu spirale. Toarta vasului este ornamentată cu o linie șerpuită. Cromatică: maro, lut alb, nesmălțuit. | Muzeul Județean de Istorie și Artă, Zalău | Cimec    |
|      | Ulcior de apă       | Datare: 1/2 sec. XX Descoperit: jud. Sălaj, com. SÂG, SÂG Dimensiuni: Î: 29 cm Material: lut; angobă; pigmenți; modelat la roată; pictat cu pensula; ardere oxidantă                                                             | Vas cu corp ovoidal, cu gât profilat la nivelul torții laterale, gură bilobată. Este ornamentat pe partea superioară și gât cu motive florale, puncte și cruci. Toarta vasului este ornamentată cu o linie șerpuită. Cromatică: maro, lut alb, nesmălțuit. | Muzeul Județean de Istorie și Artă, Zalău | Cimec    |
|      | Cantă               | Datare: 1/2 sec. XX Descoperit: jud. Sălaj, com. SÂNMIHAIU ALMAȘULUI, SÂNMIHAIU ALMAȘULUI Dimensiuni: Î: 33,5 cm Material: lut; angobă; pigmenți; modelat la roată; pictat cu pensula; ardere oxidantă                           | Vas cu corp ovoidal, cu gât profilat la nivelul torții laterale, cu gât larg, buză rotundă cu cioc. Toarta vasului este ornamentată cu mici linii paralele, decor: linii paralele. Cromatică: maro și alb. | Muzeul Județean de Istorie și Artă, Zalău | Cimec    |
|      | Oală                | Datare: 1/2 sec. XX Descoperit: jud. Sălaj, ZALĂU Dimensiuni: Î: 19 cm Material: lut; angobă; pigmenți; modelat la roată; pictat cu pensula; ardere oxidantă                                                                     | Vas cu corp sferic, cu gât larg, gură rotundă, buză răsfrântă, toartă simplă, curbă, interior angobat și smălțuit, decor: linii șerpuite. Cromatică: alb. | Muzeul Județean de Istorie și Artă, Zalău | Cimec    |
|      | Cantă               | Datare: 1/2 sec. XX Descoperit: jud. Sălaj, ZALĂU Dimensiuni: Î: 31 cm Material: lut; angobă; pigmenți; modelat la roată; pictat cu pensula; ardere oxidantă                                                                     | Vas cu corp ovoidal, cu gât profilat la nivelul torții laterale, cu gât larg, gură rotundă, toartă prevăzută cu un orificiu, neornamentat. Cromatică: alb-verzui, nesmălțuit. | Muzeul Județean de Istorie și Artă, Zalău | Cimec    |
|      | Cantă               | Datare: 1/2 sec. XX Descoperit: jud. Sălaj, ZALĂU Dimensiuni: Î: 31 cm Material: lut; angobă; pigmenți; modelat la roată; pictat cu pensula; ardere oxidantă                                                                     | Vas cu corp ovoidal, cu gât profilat la nivelul torții laterale, cu gât larg, gură rotundă, toartă prevăzută cu un orificiu, neornamentat. Cromatică: nesmălțuit, glazurat cu alb. | Muzeul Județean de Istorie și Artă, Zalău | Cimec    |
|      | Blid                | Datare: 1/2 sec. XX Descoperit: jud. Sălaj, com. SĂLĂȚIG, DEJA Dimensiuni: Î: 5 cm Material: lut; angobă; pigmenți; modelat la roată; smălțuit; pictat cu pensula; ardere oxidantă                                               | Vas cu baza îngustă, joasă, corp scund, de formă plată, cu buza lată, rotundă, răsfrântă, este prevăzută cu trei piciorușe. Decorul este organizat pe trei registre, constând din orificii dispuse după o schemă, cu forme deosebite. Cromatică: smalț maro, glazurat cu tentă verde. | Muzeul Județean de Istorie și Artă, Zalău | Cimec    |
|      | Farfurie            | Datare: 1/2 sec. XX Descoperit: jud. Sălaj, ZALĂU Dimensiuni: Î: 3,5 cm Material: lut; angobă; pigmenți; modelat la roată; smălțuit; pictat cu pensula; ardere oxidantă                                                          | Vas cu baza îngustă, joasă, corp scund, de formă plată, cu buza lată, rotundă, răsfrântă. Decorul este organizat pe un singur registru, respectiv pe marginea vasului, constând din motive florale stilizate și un motiv avimorf (pasăre), ambele incizate. Cromatică: smalț negru. | Muzeul Județean de Istorie și Artă, Zalău | Cimec    |
|      | Vază                | Datare: 1/2 sec. XX Descoperit: jud. Sălaj, ZALĂU Dimensiuni: Î: 1,75 cm Material: lut; angobă; pigmenți; modelat la roată; smălțuit; pictat cu pensula; ardere oxidantă                                                         | Vas cu corp cilindric, evazat spre bază, smălțuit în interior și exterior. Decor: motiv floral, iar în jurul gâtului puncte de culoare galbenă. Cromatică: maro, galben, albastru, smalț verde. | Muzeul Județean de Istorie și Artă, Zalău | Cimec    |
|      | Oală                | Datare: 1/2 sec. XX Descoperit: jud. Sălaj, com. SURDUC, TIHĂU Dimensiuni: Î: 22,5 cm Material: lut; angobă; pigmenți; modelat la roată; ardere oxidantă                                                                         | Vas cu corp sferic, cu gât larg, gură rotundă, buză răsfrântă, cu două torți laterale, interior angobat. Cromatică: nesmălțuit, decorat cu linii concentrice în partea superioră. | Muzeul Județean de Istorie și Artă, Zalău | Cimec    |
|      | Oală                | Datare: 1/2 sec. XX Descoperit: jud. Sălaj, com. SURDUC, TIHĂU Dimensiuni: Î: 25 cm Material: lut; angobă; pigmenți; modelat la roată; ardere oxidantă                                                                           | Vas cu corp sferic, cu gât larg, gură rotundă, buză dreaptă, cu două torți laterale. Cromatică: nesmălțuit, decorat cu linii concentrice în partea superioră. | Muzeul Județean de Istorie și Artă, Zalău | Cimec    |
|      | Oală                | Datare: 1/2 sec. XX Descoperit: jud. Sălaj, com. BĂBENI, CIOCMANI Dimensiuni: Î: 19 cm Material: lut; angobă; pigmenți; modelat la roată; ardere oxidantă                                                                        | Vas cu corp sferic, cu gât larg, gură rotundă, buză răsfrântă, toartă simplă, curbă, interior angobat. Cromatică: maro, nesmălțuit, decorat cu linii concentrice în partea superioră. | Muzeul Județean de Istorie și Artă, Zalău | Cimec    |
|      | Ol                  | Datare: 1/2 sec. XX Descoperit: jud. Sălaj, JIBOU Dimensiuni: Î: 25,5 cm Material: lut; angobă; pigmenți; modelat la roată; pictat cu pensula; ardere oxidantă                                                                   | Vas cu corp ovoidal, cu gât profilat la nivelul torții laterale, cu gât larg, buză rotundă cu cioc. Este ornamentat pe partea superioară cu trei linii circulare paralele. Toarta vasului este neornamentată. Cromatică: maro, nesmălțuit. | Muzeul Județean de Istorie și Artă, Zalău | Cimec    |
|      | Urcior              | Datare: 1/2 sec. XX Descoperit: jud. Sălaj, JIBOU Dimensiuni: Î: 31 cm Material: lut; angobă; pigmenți; modelat la roată; ardere oxidantă                                                                                        | Vas cu corp ovoidal, cu gât profilat la nivelul torții laterale, cu gât îngust, gură rotundă, neornamentat. Cromatică: maro, nesmălțuit. | Muzeul Județean de Istorie și Artă, Zalău | Cimec    |
|      | Ulcea de lapte      | Datare: 1/2 sec. XX Descoperit: jud. Sălaj, com. SĂLĂȚIG, DEJA Dimensiuni: Î: 20 cm Material: lut; angobă; pigmenți; modelat la roată; smălțuit; pictat cu pensula; pictat cu cornul; ardere oxidantă                            | Vas cu corp piriform, ușor pântecos, gură rotundă, răsfrântă, buză lată. Toartă simplă, curbă, cu punctele de inserție la gât și la partea centrală a corpului. Toartă ornamentată cu mici linii paralele. Interior angobat și smălțuit. Decorul - motive florale încadrate între două linii circulare, în partea de jos și una șerpuită în partea de sus. Cromatică: maro, alb, smalț verde. | Muzeul Județean de Istorie și Artă, Zalău | Cimec    |
|      | Blid                | Datare: 1/2 sec. XX Descoperit: jud. Sălaj, ZALĂU Dimensiuni: Î: 5 cm Material: lut; angobare; smalț; pigmenți naturali; modelat la roată; ardere oxidantă; pictat cu pensula; pictat cu cornul                                  | Blid ceramic din lut ars, ardere oxidantă, smălțuit și decorat în interior, modelat la roată, prevăzut cu o toartă pentru prinderea pe perete. Decor: motive florale în centru și pe lateral. Cromatica: verde și maro, smalț crem. | Muzeul Județean de Istorie și Artă, Zalău | Cimec    |
|      | Blid                | Datare: 1/2 sec. XX Descoperit: jud. Sălaj, ZALĂU Dimensiuni: Î: 5 cm Material: lut; angobare; smalț; pigmenți naturali; modelat la roată; ardere oxidantă; pictat cu pensula; pictat cu cornul                                  | Blid ceramic din lut ars, ardere oxidantă, smălțuit și decorat în interior, modelat la roată, prevăzut cu o toartă pentru prinderea pe perete. Decor: motive florale în centru și pe lateral. Cromatica: verde, albastru și galben, smalț crem. | Muzeul Județean de Istorie și Artă, Zalău | Cimec    |
|      | Blid                | Datare: 1/2 sec. XX Descoperit: jud. Sălaj, ZALĂU Dimensiuni: Î: 4,5 cm Material: lut; angobare; smalț; pigmenți naturali; modelat la roată; ardere oxidantă; pictat cu pensula; pictat cu cornul                                | Blid ceramic din lut ars, ardere oxidantă, smălțuit și decorat în interior, modelat la roată, prevăzut cu o toartă pentru prinderea pe perete. Decor: motive florale în centru și pe lateral. Cromatica: verde, alb și maro, smalț crem. | Muzeul Județean de Istorie și Artă, Zalău | Cimec    |
|      | Blid                | Datare: 1/2 sec. XX Descoperit: jud. Sălaj, ZALĂU Dimensiuni: Î: 5,5 cm Material: lut; angobare; smalț; pigmenți naturali; modelat la roată; ardere oxidantă; pictat cu pensula; pictat cu cornul                                | Blid ceramic din lut ars, ardere oxidantă, smălțuit și decorat în interior, modelat la roată, prevăzut cu o toartă pentru prinderea pe perete. Decor: motive florale în centru și pe lateral. Cromatica: verde și alb, smalț maro. | Muzeul Județean de Istorie și Artă, Zalău | Cimec    |
|      | Blid                | Datare: 1/2 sec. XX Descoperit: jud. Sălaj, ZALĂU Dimensiuni: Î: 5 cm Material: lut; angobare; smalț; pigmenți naturali; modelat la roată; ardere oxidantă; pictat cu pensula; pictat cu cornul                                  | Blid ceramic din lut ars, ardere oxidantă, smălțuit și decorat în interior, modelat la roată, prevăzut cu o toartă pentru prinderea pe perete. Decor: motive florale în centru și pe lateral. Cromatica: verde și maro, smalț crem. | Muzeul Județean de Istorie și Artă, Zalău | Cimec    |
|      | Blid                | Datare: 1/2 sec. XX Descoperit: jud. Sălaj, ZALĂU Dimensiuni: Î: 5,5 cm Material: lut; angobare; smalț; pigmenți naturali; modelat la roată; ardere oxidantă; pictat cu pensula; pictat cu cornul                                | Blid ceramic din lut ars, ardere oxidantă, smălțuit și decorat în interior, modelat la roată, prevăzut cu o toartă pentru prinderea pe perete. Decor: motive florale în centru și pe lateral. Cromatica: verde, alb și maro, smalț albastru. | Muzeul Județean de Istorie și Artă, Zalău | Cimec    |
|      | Blid                | Datare: 1/2 sec. XX Descoperit: jud. Sălaj, ZALĂU Dimensiuni: Î: 6 cm Material: lut; angobare; smalț; pigmenți naturali; modelat la roată; ardere oxidantă; pictat cu pensula; pictat cu cornul                                  | Blid ceramic din lut ars, ardere oxidantă, smălțuit și decorat în interior, modelat la roată, prevăzut cu o toartă pentru prinderea pe perete. Decor: motive florale în centru și pe lateral. Cromatica: verde și maro, smalț crem. | Muzeul Județean de Istorie și Artă, Zalău | Cimec    |
|      | Blid                | Datare: 1/2 sec. XX Descoperit: jud. Sălaj, ZALĂU Dimensiuni: Î: 6 cm Material: lut; angobare; smalț; pigmenți naturali; modelat la roată; ardere oxidantă; pictat cu pensula; pictat cu cornul                                  | Blid ceramic din lut ars, ardere oxidantă, smălțuit și decorat în interior, modelat la roată, prevăzut cu o toartă pentru prinderea pe perete. Decor: motive florale în centru și pe lateral. Cromatica: verde, alb și maro, smalț maro închis. | Muzeul Județean de Istorie și Artă, Zalău | Cimec    |
|      | Blid                | Datare: 1/2 sec. XX Descoperit: jud. Sălaj, ZALĂU Dimensiuni: Î: 5 cm Material: lut; angobare; smalț; pigmenți naturali; modelat la roată; ardere oxidantă; pictat cu pensula; pictat cu cornul                                  | Blid ceramic din lut ars, ardere oxidantă, smălțuit și decorat în interior, modelat la roată, prevăzut cu o toartă pentru prinderea pe perete. Decor: motive florale în centru și pe lateral. Cromatica: verde, albastru și maro, smalț crem. | Muzeul Județean de Istorie și Artă, Zalău | Cimec    |
|      | Blid                | Datare: 1/2 sec. XX Descoperit: jud. Sălaj, ZALĂU Dimensiuni: Î: 6 cm Material: lut; angobare; smalț; pigmenți naturali; modelat la roată; ardere oxidantă; pictat cu pensula; pictat cu cornul                                  | Blid ceramic din lut ars, ardere oxidantă, smălțuit și decorat în interior, modelat la roată, prevăzut cu o toartă pentru prinderea pe perete. Decor: motive geometrice (cercuri concentrice) în centru și pe lateral. Cromatica: verde și alb, smalț maro. | Muzeul Județean de Istorie și Artă, Zalău | Cimec    |
|      | Blid                | Datare: 1/2 sec. XX Descoperit: jud. Sălaj, ZALĂU Dimensiuni: Î: 5,5 cm Material: lut; angobare; smalț; pigmenți naturali; modelat la roată; ardere oxidantă; pictat cu pensula; pictat cu cornul                                | Blid ceramic din lut ars, ardere oxidantă, smălțuit și decorat în interior, modelat la roată, prevăzut cu o toartă pentru prinderea pe perete. Decor: motive vegetale în centru și pe lateral. Cromatica: verde și maro, smalț crem. | Muzeul Județean de Istorie și Artă, Zalău | Cimec    |
|      | Blid                | Datare: 1/2 sec. XX Descoperit: jud. Sălaj, ZALĂU Dimensiuni: Î: 5 cm Material: lut; angobare; smalț; pigmenți naturali; modelat la roată; ardere oxidantă; pictat cu pensula; pictat cu cornul                                  | Blid ceramic din lut ars, ardere oxidantă, smălțuit și decorat în interior, modelat la roată, prevăzut cu o toartă pentru prinderea pe perete. Decor: motive florale în centru și pe lateral. Cromatica: verde, albastru și galben, smalț crem. | Muzeul Județean de Istorie și Artă, Zalău | Cimec    |
|      | Blid                | Datare: 1/2 sec. XX Descoperit: jud. Sălaj, ZALĂU Dimensiuni: Î: 5 cm Material: lut; angobare; smalț; pigmenți naturali; modelat la roată; ardere oxidantă; pictat cu pensula; pictat cu cornul                                  | Blid ceramic din lut ars, ardere oxidantă, smălțuit și decorat în interior, modelat la roată, prevăzut cu o toartă pentru prinderea pe perete. Decor: motive florale în centru și pe lateral. Cromatica: verde și alb, smalț verde. | Muzeul Județean de Istorie și Artă, Zalău | Cimec    |
|      | Blid                | Datare: 1/2 sec. XX Descoperit: jud. Sălaj, ZALĂU Dimensiuni: Î: 5,5 cm Material: lut; angobare; smalț; pigmenți naturali; modelat la roată; ardere oxidantă; pictat cu pensula; pictat cu cornul                                | Blid ceramic din lut ars, ardere oxidantă, smălțuit și decorat în interior, modelat la roată, prevăzut cu o toartă pentru prinderea pe perete. Decor: motive florale în centru și pe lateral. Cromatica: verde și alb, smalț maro. | Muzeul Județean de Istorie și Artă, Zalău | Cimec    |
|      | Blid                | Datare: 1/2 sec. XX Descoperit: jud. Sălaj, ZALĂU Dimensiuni: Î: 5,3 cm Material: lut; angobare; smalț; pigmenți naturali; modelat la roată; ardere oxidantă; pictat cu pensula; pictat cu cornul                                | Blid ceramic din lut ars, ardere oxidantă, smălțuit și decorat în interior, modelat la roată, prevăzut cu o toartă pentru prinderea pe perete. Decor: motive florale în centru și pe lateral. Cromatica: verde și albastru, smalț crem. | Muzeul Județean de Istorie și Artă, Zalău | Cimec    |
|      | Blid                | Datare: 1/2 sec. XX Descoperit: jud. Sălaj, ZALĂU Dimensiuni: Î: 5,5 cm Material: lut; angobare; smalț; pigmenți naturali; modelat la roată; ardere oxidantă; pictat cu pensula; pictat cu cornul                                | Blid ceramic din lut ars, ardere oxidantă, smălțuit și decorat în interior, modelat la roată, prevăzut cu o toartă pentru prinderea pe perete. Decor: motive florale în centru și pe lateral. Cromatica: verde, alb și maro, smalț albastru. | Muzeul Județean de Istorie și Artă, Zalău | Cimec    |
|      | Blid                | Datare: 1/2 sec. XX Descoperit: jud. Sălaj, ZALĂU Dimensiuni: Î: 4,5 cm Material: lut; angobare; smalț; pigmenți naturali; modelat la roată; ardere oxidantă; pictat cu pensula; pictat cu cornul                                | Blid ceramic din lut ars, ardere oxidantă, smălțuit și decorat în interior, modelat la roată, prevăzut cu o toartă pentru prinderea pe perete. Decor: motive florale în centru și pe lateral. Cromatica: verde și alb, smalț crem. | Muzeul Județean de Istorie și Artă, Zalău | Cimec    |
|      | Blid                | Datare: 1/2 sec. XX Descoperit: jud. Sălaj, com. SĂLĂȚIG, DEJA Dimensiuni: Î: 4,4 cm Material: lut; angobare; smalț; pigmenți naturali; modelat la roată; ardere oxidantă; pictat cu pensula; pictat cu cornul                   | Blid ceramic din lut ars, ardere oxidantă, smălțuit și decorat în interior, modelat la roată, prevăzut cu o toartă pentru prinderea pe perete. Decor: motive florale în centru și pe lateral. Cromatica: maro și alb, smalț verde. | Muzeul Județean de Istorie și Artă, Zalău | Cimec    |
|      | Blid                | Datare: 1/2 sec. XX Descoperit: jud. Sălaj, com. SĂLĂȚIG, DEJA Dimensiuni: Î: 4,6 cm Material: lut; angobare; smalț; pigmenți naturali; modelat la roată; ardere oxidantă; pictat cu pensula; pictat cu cornul                   | Blid ceramic din lut ars, ardere oxidantă, smălțuit și decorat în interior, modelat la roată, prevăzut cu o toartă pentru prinderea pe perete. Decor: motive florale în centru și pe lateral. Cromatica: verde, albastru și maro, smalț crem. | Muzeul Județean de Istorie și Artă, Zalău | Cimec    |
|      | Blid                | Datare: 1/2 sec. XX Descoperit: jud. Sălaj, com. SĂLĂȚIG, DEJA Dimensiuni: Î: 5 cm Material: lut; angobare; smalț; pigmenți naturali; modelat la roată; ardere oxidantă; pictat cu pensula; pictat cu cornul                     | Blid ceramic din lut ars, ardere oxidantă, smălțuit și decorat în interior, modelat la roată, prevăzut cu o toartă pentru prinderea pe perete. Decor: motive florale în centru și pe lateral. Cromatica: verde și alb, smalț albastru, marginea ondulată. | Muzeul Județean de Istorie și Artă, Zalău | Cimec    |
|      | Blid                | Datare: 1/2 sec. XX Descoperit: jud. Sălaj, com. BĂLAN, BĂLAN Dimensiuni: Î: 5 cm Material: lut; angobare; smalț; pigmenți naturali; modelat la roată; ardere oxidantă; pictat cu pensula; pictat cu cornul                      | Blid ceramic din lut ars, ardere oxidantă, smălțuit și decorat în interior, modelat la roată, prevăzut cu o toartă pentru prinderea pe perete. Decor: motive florale în centru și pe lateral. Cromatica: verde, alb și maro închis, smalț maro, marginea ondulată. | Muzeul Județean de Istorie și Artă, Zalău | Cimec    |
|      | Blid                | Datare: 1/2 sec. XX Descoperit: jud. Sălaj, com. BENESAT, BENESAT Dimensiuni: Î: 5 cm Material: lut; angobare; smalț; pigmenți naturali; modelat la roată; ardere oxidantă; pictat cu pensula; pictat cu cornul                  | Blid ceramic din lut ars, ardere oxidantă, smălțuit și decorat în interior, modelat la roată, prevăzut cu o toartă pentru prinderea pe perete. Decor: motiv avimorf în centru și floral pe lateral. Cromatica: verde, albastru și maro, smalț crem. | Muzeul Județean de Istorie și Artă, Zalău | Cimec    |
|      | Blid                | Datare: 1/2 sec. XX Descoperit: jud. Sălaj, ZALĂU Dimensiuni: Î: 5 cm Material: lut; angobare; smalț; pigmenți naturali; modelat la roată; ardere oxidantă; pictat cu pensula; pictat cu cornul                                  | Blid ceramic din lut ars, ardere oxidantă, smălțuit și decorat în interior, modelat la roată, prevăzut cu o toartă pentru prinderea pe perete. Decor: motive florale în centru și pe lateral. Cromatica: verde și alb, smalț maro. | Muzeul Județean de Istorie și Artă, Zalău | Cimec    |
|      | Blid                | Datare: 1/2 sec. XX Descoperit: jud. Sălaj, com. SĂLĂȚIG, DEJA Dimensiuni: Î: 5,5 cm Material: lut; angobare; smalț; pigmenți naturali; modelat la roată; ardere oxidantă; pictat cu pensula; pictat cu cornul                   | Blid ceramic din lut ars, ardere oxidantă, smălțuit și decorat în interior, modelat la roată, prevăzut cu o toartă pentru prinderea pe perete. Decor: motive florale în centru și pe lateral. Cromatica: maro închis, alb și maro, smalț verde. | Muzeul Județean de Istorie și Artă, Zalău | Cimec    |
|      | Blid                | Datare: 1/2 sec. XX Descoperit: jud. Sălaj, com. BĂNIȘOR, BAN Dimensiuni: Î: 5,5 cm Material: lut; angobare; smalț; pigmenți naturali; modelat la roată; ardere oxidantă; pictat cu pensula; pictat cu cornul                    | Blid ceramic din lut ars, ardere oxidantă, smălțuit și decorat în interior, modelat la roată, prevăzut cu o toartă pentru prinderea pe perete. Decor: în centru anul 1939 iar pe lateral un motiv geometric (buline). Cromatica: crem, smalț maro. | Muzeul Județean de Istorie și Artă, Zalău | Cimec    |
|      | Blid                | Datare: 1/2 sec. XX Descoperit: jud. Sălaj, ZALĂU Dimensiuni: Î: 5,5 cm Material: lut; angobare; smalț; pigmenți naturali; modelat la roată; ardere oxidantă; pictat cu pensula                                                  | Blid ceramic din lut ars, ardere oxidantă, smălțuit și decorat în interior, modelat la roată, prevăzut cu o toartă pentru prinderea pe perete. Decor: motive florale în centru și pe lateral. Cromatica: verde, albastru și crem, smalț maro. | Muzeul Județean de Istorie și Artă, Zalău | Cimec    |
|      | Blid                | Datare: 1/2 sec. XX Descoperit: jud. Sălaj, ZALĂU Dimensiuni: Î: 5 cm Material: lut; angobare; smalț; pigmenți naturali; modelat la roată; ardere oxidantă; pictat cu pensula; pictat cu cornul                                  | Blid ceramic din lut ars, ardere oxidantă, smălțuit și decorat în interior, modelat la roată, prevăzut cu o toartă pentru prinderea pe perete. Decor: motive florale în centru și pe lateral. Cromatica: verde, alb și maro, smalț verde. | Muzeul Județean de Istorie și Artă, Zalău | Cimec    |
|      | Blid                | Datare: 1/2 sec. XX Descoperit: jud. Sălaj, ZALĂU Dimensiuni: Î: 5,5 cm Material: lut; angobare; smalț; pigmenți naturali; modelat la roată; ardere oxidantă; pictat cu pensula; pictat cu cornul                                | Blid ceramic din lut ars, ardere oxidantă, smălțuit și decorat în interior, modelat la roată, prevăzut cu o toartă pentru prinderea pe perete. Decor: motiv floral în centru și un motiv geometric pe lateral (linii circulare). Cromatica: verde și maro, smalț crem. | Muzeul Județean de Istorie și Artă, Zalău | Cimec    |
|      | Blid                | Datare: 1/2 sec. XX Descoperit: jud. Sălaj, com. ALMAȘ, FILDU DE SUS Dimensiuni: Î: 4,8 cm Material: lut; angobare; smalț; pigmenți naturali; modelat la roată; ardere oxidantă; pictat cu pensula; pictat cu cornul             | Blid ceramic din lut ars, ardere oxidantă, smălțuit și decorat în interior, modelat la roată, prevăzut cu o toartă pentru prinderea pe perete. Decor: motiv floral în centru și pe lateral. Cromatica: verde, maro și albastru, smalț crem. | Muzeul Județean de Istorie și Artă, Zalău | Cimec    |
|      | Blid                | Datare: 1/2 sec. XX Descoperit: jud. Sălaj, ZALĂU Dimensiuni: Î: 6,5 cm Material: lut; angobare; smalț; pigmenți naturali; modelat la roată; ardere oxidantă; pictat cu pensula; pictat cu cornul                                | Blid ceramic din lut ars, ardere oxidantă, smălțuit și decorat în interior, modelat la roată, prevăzut cu o toartă pentru prinderea pe perete. Decor: motiv floral în centru și pe lateral. Cromatica: verde și albastru, smalț crem. | Muzeul Județean de Istorie și Artă, Zalău | Cimec    |
|      | Blid                | Datare: 1/2 sec. XX Descoperit: jud. Sălaj, ZALĂU Dimensiuni: Î: 5 cm Material: lut; angobare; smalț; pigmenți naturali; modelat la roată; ardere oxidantă; pictat cu pensula; pictat cu cornul                                  | Blid ceramic din lut ars, ardere oxidantă, smălțuit și decorat în interior, modelat la roată, prevăzut cu o toartă pentru prinderea pe perete. Decor: motiv floral în centru și un motiv geometric pe lateral (linii șerpuite și puncte). Cromatica: verde și albastru, smalț crem. | Muzeul Județean de Istorie și Artă, Zalău | Cimec    |
|      | Blid                | Datare: 1/2 sec. XX Descoperit: jud. Sălaj, ZALĂU Dimensiuni: Î: 6 cm Material: lut; angobare; smalț; pigmenți naturali; modelat la roată; ardere oxidantă; pictat cu pensula; pictat cu cornul                                  | Blid ceramic din lut ars, ardere oxidantă, smălțuit și decorat în interior, modelat la roată, prevăzut cu o toartă pentru prinderea pe perete. Decor: motiv floral și geometric în centru și pe lateral (puncte). Cromatica: verde și alb, smalț albastru. | Muzeul Județean de Istorie și Artă, Zalău | Cimec    |
|      | Blid                | Datare: 1/2 sec. XX Descoperit: jud. Sălaj, ZALĂU Dimensiuni: Î: 5.3 cm Material: lut; angobare; smalț; pigmenți naturali; modelat la roată; ardere oxidantă; pictat cu pensula; pictat cu cornul                                | Blid ceramic din lut ars, ardere oxidantă, smălțuit și decorat în interior, modelat la roată, prevăzut cu o toartă pentru prinderea pe perete. Decor: motiv floral în centru și pe lateral. Cromatica: verde și alb, smalț alb. | Muzeul Județean de Istorie și Artă, Zalău | Cimec    |
|      | Oală de lut         | Descoperit: jud. SĂLAJ, ZALĂU Dimensiuni: Î: 22,5 cm Material: lut; angobă; pigmenți; smalț; modelat la roată; smălțuit; pictat cu cornul; pictat cu pensula; ardere oxidantă                                                    | Vas cu corp piriform, gură rotundă, răsfrăntă, buză lată. Toartă simplă, curbă, cu punctele de inserție la gât și la partea centrală a corpului. Interior angobat și smălțuit. Decorul este organizat pe un singur registru orizontal, care conține un motiv floral. Registrul este delimitat și încadrat între linii și dungi paralele de formă circulară. Toarta vasului este decorată cu mici linii paralele. Cromatica vasului: motivele sunt executate cu albastru, verde și maro pe fond alb.             | Muzeul Județean de Istorie și Artă, Zalău | Cimec    |
|      | Oală de lut         | Descoperit: jud. SĂLAJ, ZALĂU Dimensiuni: Î: 25,5 cm Material: lut; angobă; pigmenți; smalț; modelat la roată; smălțuit; pictat cu cornul; pictat cu pensula; ardere oxidantă                                                    | Vas cu corp sferic, gură rotundă, răsfrăntă, buză relativ lată. Toartă simplă, curbă, cu punctele de inserție la gât și la partea centrală a corpului. Interior angobat și smălțuit. Decorul este organizat pe un singur registru orizontal, care conține motive florale. Registrul este delimitat și încadrat între linii și dungi paralele de formă circulară. Toarta vasului este decorată cu mici linii paralele. Cromatica vasului: motivele sunt executate cu alb-gălbui, maro și verde pe fond albastru. | Muzeul Județean de Istorie și Artă, Zalău | Cimec    |
|      | Oală de lut         | Descoperit: jud. SĂLAJ, com. IP, ZĂUAN Dimensiuni: Î: 20 cm Material: lut; angobă; pigmenți; smalț; modelat la roată; smălțuit; pictat cu cornul; pictat cu pensula; ardere oxidantă                                             | Vas cu corp sferic, gură rotundă, răsfrăntă, buză relativ lată. Toartă simplă, curbă, cu punctele de inserție la gât și la partea centrală a corpului. Interior angobat și smălțuit. Decorul este organizat pe un singur registru orizontal, care conține motive florale. Toarta vasului este decorată cu mici linii paralele. Cromatica vasului: motivele sunt executate cu alb-gălbui, albastru și maro pe fond verde.                                                                                        | Muzeul Județean de Istorie și Artă, Zalău | Cimec    |
|      | Oală de lut         | Descoperit: jud. SĂLAJ, ZALĂU Dimensiuni: Î: 23 cm Material: lut; angobă; pigmenți; smalț; modelat la roată; smălțuit; pictat cu cornul; pictat cu pensula; ardere oxidantă                                                      | Vas cu corp sferic, gură rotundă, răsfrăntă, buză relativ lată. Toartă simplă, curbă, cu punctele de inserție la gât și la partea centrală a corpului. Interior angobat și smălțuit. Decorul este organizat pe un singur registru orizontal, care conține motive florale. Registrul este delimitat și încadrat între linii și dungi paralele de formă circulară. Toarta vasului este decorată cu un motiv fitomorf. Cromatica vasului: motivele sunt executate cu alb-gălbui și verde pe fond albastru.         | Muzeul Județean de Istorie și Artă, Zalău | Cimec    |
|      | Oală de lut         | Descoperit: jud. SĂLAJ, ZALĂU Dimensiuni: Î: 17 cm Material: lut; angobă; pigmenți; smalț; modelat la roată; smălțuit; pictat cu cornul; pictat cu pensula; ardere oxidantă                                                      | Vas cu corp sferic, gură rotundă, răsfrăntă, buză relativ lată. Toartă simplă, curbă, cu punctele de inserție la gât și la partea centrală a corpului. Interior angobat și smălțuit. Decorul este organizat pe un singur registru orizontal, care conține motive florale. Registrul este delimitat și încadrat între linii paralele de formă circulară. Toarta vasului este simplă. Cromatica vasului: motivele sunt executate cu albastru și verde pe fond alb-gălbui.                                         | Muzeul Județean de Istorie și Artă, Zalău | Cimec    |
|      | Oală de lut         | Descoperit: jud. SĂLAJ, com. IP, ZĂUAN Dimensiuni: Î: 22 cm Material: lut; angobă; pigmenți; smalț; modelat la roată; smălțuit; pictat cu cornul; pictat cu pensula; ardere oxidantă                                             | Vas cu corp sferic, gură rotundă, răsfrăntă, buză relativ lată. Toartă simplă, curbă, cu punctele de inserție la gât și la partea centrală a corpului. Interior angobat și smălțuit. Decorul este organizat pe un singur registru orizontal, care conține motive florale. Toarta vasului este decorată cu mici linii paralele. Cromatica vasului: motivele sunt executate cu albastru și verde pe fond alb-gălbui.                                                                                              | Muzeul Județean de Istorie și Artă, Zalău | Cimec    |
|      | Oală de lut         | Descoperit: jud. SĂLAJ, ZALĂU Dimensiuni: Î: 20,5 cm Material: lut; angobă; pigmenți; smalț; modelat la roată; smălțuit; pictat cu cornul; pictat cu pensula; ardere oxidantă                                                    | Vas cu corp sferic, gură rotundă, răsfrăntă, buză relativ lată. Toartă simplă, curbă, cu punctele de inserție la gât și la partea centrală a corpului. Interior angobat și smălțuit. Decorul este organizat pe un singur registru orizontal, care conține motive florale. Toarta vasului este decorată cu mici linii paralele. Cromatica vasului: motivele sunt executate cu alb-gălbui și maro pe fond verde.                                                                                                  | Muzeul Județean de Istorie și Artă, Zalău | Cimec    |